# Renul-Music@

## Renul Music
Renul Music este un proiect muzical românesc fondat de Stoian Rudolf Florian și lansat oficial la data de 18 mai 2025. Creat ca o platformă de promovare a diversității muzicale, Renul Music urmărește să ofere publicului o experiență completă, unde ritmurile moderne și mesajele emoționale se îmbină într-o formă artistică originală.

### Istoric
Proiectul Renul Music a fost inițiat din dorința de a aduce pe piața muzicală românească un spațiu în care diferite genuri și influențe să fie explorate și prezentate într-un mod creativ. Fondatorul, Stoian Rudolf Florian, și-a propus să combine sensibilitatea muzicii pop cu energia și dinamismul unor stiluri precum manele, dance, trap, hip-hop, dar și alte influențe contemporane.
Canalul oficial a fost lansat pe 18 mai 2025, marcând începutul unei noi etape în promovarea muzicii independente din România. Încă de la debut, Renul Music a atras atenția prin diversitatea genurilor abordate și prin calitatea producțiilor sale, concepute pentru a ajunge la un public cât mai variat.

### Stil muzical și influențe
Renul Music se caracterizează printr-o abordare eclectică, în care mai multe stiluri muzicale sunt integrate sub aceeași viziune artistică. Printre genurile principale promovate se numără:
- Manele – reinterpretate într-o manieră modernă, cu accent pe melodicitate și expresivitate;
- Dance – piese energice și dinamice, inspirate din scena muzicii europene contemporane;
- Trap și hip-hop – stiluri care aduc o notă urbană, cu texte puternice și ritmuri actuale;
- Pop – fundamentul proiectului, centrat pe emoție, sensibilitate și calitate sonoră.

Această diversitate permite proiectului să se adreseze unui public larg, unindu-i pe cei care apreciază atât tradiția muzicii românești, cât și tendințele internaționale.

### Viziune
Sub conducerea lui Stoian Rudolf Florian, Renul Music urmărește să devină un reper pentru scena muzicală românească, promovând valori precum autenticitatea, calitatea și conexiunea cu publicul. Fiecare lansare este concepută ca o experiență artistică completă, în care mesajul, melodia și producția formează un întreg coerent.

## Stoian Rudolf Florian
Stoian Rudolf Florian este un creator de conținut român, activ în domeniile muzical, audio-video și grafică 3D. Fondator al proiectului Renul Music, lansat oficial la 18 mai 2025, el este cunoscut atât pentru promovarea diversității muzicale (pop, manele, dance, trap, hip-hop), cât și pentru activitatea sa în zona producțiilor multimedia și a dezvoltării de resurse pentru industria gaming-ului.

### Activitate muzicală
În 2025, Stoian Rudolf a lansat proiectul Renul Music, o platformă dedicată promovării muzicii pop și a altor genuri contemporane. Conceptul său artistic se bazează pe îmbinarea sensibilității muzicale cu energia modernă a unor stiluri diverse, precum trap, hip-hop, dance sau chiar reinterpretări ale manelelor. Renul Music este conceput ca un spațiu în care publicul poate descoperi muzică autentică, originală și de calitate, creată pentru a genera conexiune și emoție.

### Activitate multimedia și 3D
Pe lângă muzică, Stoian Rudolf este implicat activ în crearea de conținut audio și video, dar și în dezvoltarea de proiecte 3D pentru industria gaming. Portofoliul său cuprinde lucrări care includ editare video, design grafic, animații, modelare 3D și realizarea de texturi, personaje și medii virtuale.
El utilizează o gamă extinsă de programe și instrumente profesionale, printre care:
- Adobe Photoshop – editare și design grafic;
- Adobe Premiere Pro – montaj și producție video;
- Adobe Illustrator – grafică vectorială;
- Adobe After Effects – animații și efecte vizuale;
- Adobe Audition – editare și mixaj audio;
- Autodesk 3DS Max – modelare și animație 3D;
- AutoCAD – proiectare tehnică și design;
- Blender – modelare, texturare și animație 3D;
- Character Creator 4 și iClone 8 – creare și animare de personaje digitale;
- ZModeler – modelare 3D pentru vehicule și obiecte;
- Unreal Engine și Unity – dezvoltare de jocuri video și simulări interactive.

De asemenea, Stoian Rudolf are cunoștințe în domeniul programării, utilizând limbaje precum Visual Basic și Python, ceea ce îi permite să integreze elemente interactive în proiectele sale.

### Viziune și contribuții
Activitatea lui Stoian Rudolf Florian reflectă un interes constant pentru tehnologie, artă și inovație. Prin îmbinarea muzicii cu elemente vizuale și interactive, el își propune să creeze experiențe artistice complete, care să depășească limitele unei singure forme de exprimare. Versatilitatea sa în multiple domenii îi conferă o identitate unică în peisajul creativ românesc.
1. 1 2 3 4 5 6 7 8 9 10  Stoian Rudolf Florian. „Renul-Music”. YouTube. Accesat în 20 august 2025.